# 松山市立さくら小学校
松山市立さくら小学校（まつやましりつ さくらしょうがっこう）は、愛媛県松山市余戸中4丁目にある公立小学校。

## 沿革
- 1989年（平成元年）
  - 4月1日 - 松山市立さくら小学校創設。
  - 4月8日 - 開校式・新任式・第1回入学式挙行。
  - 9月18日 - 校歌制定。
  - 10月1日 - 開校記念秋季大運動会開催。
  - 10月29日 - 開校記念碑（刻字「心」）建立。
  - 11月6日 - 落成式挙行。
- 1990年（平成2年）
  - 3月13日 - 第1回さくら小学校善行賞授与式挙行。
  - 3月24日 - 修業式・第1回卒業式挙行。
- 1998年（平成10年）11月21日 - 創立10周年記念式典挙行、祝賀会開催。
- 2006年（平成18年）
  - 1月 - 校内LAN敷設工事完了。
  - 3月 - 教育相談室新設。
- 2008年（平成20年）
  - 9月23日 - 創立20周年記念秋季大運動会開催。
  - 11月9日 - 創立20周年記念式典挙行、祝賀会開催。
- 2010年（平成22年）1月19日 - 各教室にデジタルテレビ設置。
- 2016年（平成28年）3月18日 - さくらっ子広場を児童クラブに改築。
- 2018年（平成30年）
  - 9月22日 - 創立30周年記念秋季大運動会開催。
  - 11月17日 - 創立30周年記念式典挙行、祝賀会開催。
- 2020年（令和2年）3月4日 - 新型コロナウイルス感染予防のため、この日から3月25日まで、臨時休校の措置を採った。

## 校区
- 余戸中（1丁目～6丁目）、余戸西（1丁目～6丁目）、富久町、空港通（2丁目5番の一部(旧南斎院町部分)、3丁目～7丁目）[1]

## 交通アクセス
- 伊予鉄バス「井出の上」バス停下車後、徒歩約560m・約9分。
- 伊予鉄道郡中線余戸駅から、徒歩約690m・約11分。
- 松山空港から、車で約3.3km・約6分。

## 周辺
- 松山市消防局西消防署西部支署
- 洗池川
- 学校法人済美学園済美幼稚園 - 進学前幼稚園のひとつ
- 愛媛県道219号砥部伊予松山線
- コープえひめ コープ余戸